# Bóng đá tại Đại hội Thể thao Đông Nam Á 2003 – Nam
Nội dung bóng đá nam tại Đại hội Thể thao Đông Nam Á 2003 được tổ chức tại Việt Nam từ ngày 29 tháng 11 đến ngày 12 tháng 12 năm 2023. Độ tuổi tham dự là từ 23 tuổi trở xuống, không có các cầu thủ quá tuổi.
Thái Lan đã bảo vệ thành công tấm huy chương vàng sau khi đánh bại Việt Nam 2–1 trong trận chung kết bằng bàn thắng vàng ở hiệp phụ thứ nhất. Malaysia giành tấm huy chương đồng sau khi vượt qua Myanmar trong loạt sút luân lưu.

## Lịch thi đấu
Dưới đây là lịch thi đấu cho nội dung bóng đá nam.
| G | Vòng bảng | ½ | Bán kết | B | Tranh huy chương đồng | F | Chung kết |

| T7 29 | CN 30 | T2 1 | T3 2 | T4 3 | T5 4 | T6 5 | T7 6 | CN 7 | T2 8 | T3 9 | T4 10 | T5 11 | T5 11 | T6 12 | T6 12 |
| ----- | ----- | ---- | ---- | ---- | ---- | ---- | ---- | ---- | ---- | ---- | ----- | ----- | ----- | ----- | ----- |
| G     | G     |      |      | G    | G    |      | G    | G    |      | ½    |       |       |       | B     | F     |

## Các quốc gia tham dự
8 đội tuyển trong tổng số 11 quốc gia Đông Nam Á đã tham dự nội dung thi đấu này. Brunei và Philippines cũng được dự kiến tham dự giải đấu, nhưng đã rút lui trước lễ bốc thăm vì lý do tài chính.
- Campuchia (CAM)
- Indonesia (INA)
- Lào (LAO)
- Malaysia (MAS)
- Myanmar (MYA)
- Singapore (SGP)
- Thái Lan (THA)
- Việt Nam (VIE)

## Địa điểm
Bốn địa điểm diễn ra các trận đấu bóng đá nam là sân vận động Quốc gia Mỹ Đình và sân vận động Hàng Đẫy ở Hà Nội, cùng với sân vận động Thống Nhất và sân vận động Quân khu 7 ở Thành phố Hồ Chí Minh. Sân vận động Mỹ Đình cũng là nơi tổ chức các trận bán kết, tranh huy chương đồng và chung kết.
| Hà NộiThành phố Hồ Chí MinhBóng đá tại Đại hội Thể thao Đông Nam Á 2003 – Nam (Việt Nam) | Hà Nội                        | Hà Nội                  |
| ---------------------------------------------------------------------------------------- | ----------------------------- | ----------------------- |
| Hà NộiThành phố Hồ Chí MinhBóng đá tại Đại hội Thể thao Đông Nam Á 2003 – Nam (Việt Nam) | Sân vận động Quốc gia Mỹ Đình | Sân vận động Hàng Đẫy   |
| Hà NộiThành phố Hồ Chí MinhBóng đá tại Đại hội Thể thao Đông Nam Á 2003 – Nam (Việt Nam) | Sức chứa: 40.192              | Sức chứa: 22.000        |
| Hà NộiThành phố Hồ Chí MinhBóng đá tại Đại hội Thể thao Đông Nam Á 2003 – Nam (Việt Nam) |                               |                         |
| Hà NộiThành phố Hồ Chí MinhBóng đá tại Đại hội Thể thao Đông Nam Á 2003 – Nam (Việt Nam) | Thành phố Hồ Chí Minh         |                         |
| Hà NộiThành phố Hồ Chí MinhBóng đá tại Đại hội Thể thao Đông Nam Á 2003 – Nam (Việt Nam) | Sân vận động Thống Nhất       | Sân vận động Quân khu 7 |
| Hà NộiThành phố Hồ Chí MinhBóng đá tại Đại hội Thể thao Đông Nam Á 2003 – Nam (Việt Nam) | Sức chứa: 25.000              | Sức chứa: 25.000        |
| Hà NộiThành phố Hồ Chí MinhBóng đá tại Đại hội Thể thao Đông Nam Á 2003 – Nam (Việt Nam) |                               |                         |

## Đội hình
Các cầu thủ sinh từ ngày 1 tháng 1 năm 1980 trở về sau có đủ điều kiện tham dự giải đấu này. Mỗi đội tuyển được phép đăng ký tối đa 20 cầu thủ.

## Bốc thăm
Lễ bốc thăm được tổ chức vào chiều ngày 30 tháng 10 năm 2003 tại trụ sở Liên đoàn bóng đá Việt Nam ở Hà Nội, Việt Nam. Tám đội tuyển trong giải đấu nam được bốc thăm chia thành hai bảng, mỗi bảng bốn đội. Thái Lan và Malaysia, với tư cách là đương kim vô địch và đương kim á quân của giải đấu lần trước, được chọn làm hạt giống tại hai bảng đấu, trong đó Thái Lan tự động được xếp vào vị trí A1 còn Malaysia được xếp vào vị trí B1.  
Chủ nhà Việt Nam đã quyết định chọn bảng A để thi đấu tại Hà Nội, trong khi Singapore được xếp vào bảng B để tránh xung đột lịch thi đấu với vòng loại Cúp bóng đá châu Á 2004. Các đội tuyển còn lại được bốc thăm ngẫu nhiên để xác định bảng đấu cuối cùng.

## Vòng bảng
Hai đội đứng đầu mỗi bảng lọt vào vòng bán kết.

### Bảng A
Các trận đấu diễn ra tại Hà Nội.
| VT | Đội          | ST | T | H | B | BT | BB | HS  | Đ | Giành quyền tham dự     |
| -- | ------------ | -- | - | - | - | -- | -- | --- | - | ----------------------- |
| 1  | Thái Lan     | 3  | 2 | 1 | 0 | 13 | 1  | +12 | 7 | Vòng đấu loại trực tiếp |
| 2  | Việt Nam (H) | 3  | 2 | 1 | 0 | 3  | 1  | +2  | 7 | Vòng đấu loại trực tiếp |
| 3  | Indonesia    | 3  | 1 | 0 | 2 | 1  | 7  | −6  | 3 |                         |
| 4  | Lào          | 3  | 0 | 0 | 3 | 0  | 8  | −8  | 0 |                         |

| Indonesia   | 1–0                     | Lào |
| ----------- | ----------------------- | --- |
| Bambang 12' | Chi tiết Chi tiết (VNE) |     |

| Thái Lan      | 1–1                     | Việt Nam           |
| ------------- | ----------------------- | ------------------ |
| Datsakorn 81' | Chi tiết Chi tiết (VNE) | Phạm Văn Quyến 55' |

| Lào | 0–6      | Thái Lan                                                |
| --- | -------- | ------------------------------------------------------- |
|     | Chi tiết | Sarayuth 2', 23', 25', 29' · Rungroj 69' · Teeratep 90' |

| Việt Nam            | 1–0                     | Indonesia |
| ------------------- | ----------------------- | --------- |
| Phan Thanh Bình 34' | Chi tiết Chi tiết (VNE) |           |

| Indonesia | 0–6      | Thái Lan                                                                        |
| --------- | -------- | ------------------------------------------------------------------------------- |
|           | Chi tiết | Rungroj 23' · Sarayuth 28', 70' · Datsakorn 66' · Piyawat 69' · Pichitphong 86' |

| Việt Nam         | 1–0      | Lào |
| ---------------- | -------- | --- |
| Lê Công Vinh 40' | Chi tiết |     |

### Bảng B
Các trận đấu diễn ra tại Thành phố Hồ Chí Minh.

| VT | Đội       | ST | T | H | B | BT | BB | HS  | Đ | Giành quyền tham dự     |
| -- | --------- | -- | - | - | - | -- | -- | --- | - | ----------------------- |
| 1  | Malaysia  | 3  | 3 | 0 | 0 | 13 | 3  | +10 | 9 | Vòng đấu loại trực tiếp |
| 2  | Myanmar   | 3  | 2 | 0 | 1 | 10 | 3  | +7  | 6 | Vòng đấu loại trực tiếp |
| 3  | Singapore | 3  | 1 | 0 | 2 | 5  | 5  | 0   | 3 |                         |
| 4  | Campuchia | 3  | 0 | 0 | 3 | 2  | 19 | −17 | 0 |                         |

| Malaysia                                                                      | 8–1                     | Campuchia     |
| ----------------------------------------------------------------------------- | ----------------------- | ------------- |
| Derma 16' · Putra 45' · Rizal 49', 51', 80' · Juzaili 58' · K. Rajan 68', 76' | Chi tiết Chi tiết (VNE) | Kanyanith 86' |

| Myanmar                          | 2–0                       | Singapore |
| -------------------------------- | ------------------------- | --------- |
| Soe Myat Min 33' · Htay Aung 64' | Chi tiết Chi tiết (RSSSF) |           |

| Singapore | 0–2                     | Malaysia                 |
| --------- | ----------------------- | ------------------------ |
|           | Chi tiết Chi tiết (VNE) | K. Rajan 58' · Rizal 83' |

| Campuchia | 0–6      | Myanmar                                                                                      |
| --------- | -------- | -------------------------------------------------------------------------------------------- |
|           | Chi tiết | Kyaw Thu Ra 9' · Soe Myat Min 28', 42', 61' · U Tint Naing Tun Thein 73' · Aung Kyaw Moe 89' |

| Myanmar                            | 2–3                     | Malaysia                                 |
| ---------------------------------- | ----------------------- | ---------------------------------------- |
| Kyaw Thu Ra 69' · Soe Myat Min 89' | Chi tiết Chi tiết (VNE) | Rizal 35' · Juzaili 72' · Mahayuddin 77' |

| Campuchia  | 1–5      | Singapore                                    |
| ---------- | -------- | -------------------------------------------- |
| Virath 60' | Chi tiết | Masrezwan 25', 65' · Alam Shah 67', 70', 74' |

## Vòng đấu loại trực tiếp
Trong vòng đấu loại trực tiếp, nếu một trận đấu có kết quả hòa sau 90 phút:
- Tại trận tranh huy chương đồng, sẽ không thi đấu hiệp phụ, trận đấu được quyết định bằng loạt sút luân lưu.
- Tại trận bán kết và trận chung kết, sẽ tổ chức thi đấu hiệp phụ (có áp dụng luật bàn thắng vàng). Nếu kết quả vẫn hòa sau hiệp phụ, loạt sút luân lưu sẽ được sử dụng để xác định đội thắng.

### Sơ đồ
|  | Bán kết              | Bán kết  |                            |   | Trận tranh huy chương vàng | Trận tranh huy chương vàng |
|  |                      |          |                            |   |                            |                            |
|  | 9 tháng 12 – Hà Nội  |          |                            |   |                            |                            |
|  |                      |          |                            |   |                            |                            |
|  | Thái Lan             | 2        |                            |   |                            |                            |
|  | Thái Lan             | 2        | 12 tháng 12 – Hà Nội       |   |                            |                            |
|  | Myanmar              | 0        |                            |   |                            |                            |
|  | Myanmar              | 0        | Thái Lan (s.h.p.)          | 2 |                            |                            |
|  | 9 tháng 12 – Hà Nội  |          | Thái Lan (s.h.p.)          | 2 |                            |                            |
|  |                      | Việt Nam | 1                          |   |                            |                            |
|  | Việt Nam             | Việt Nam | 1                          | 4 |                            |                            |
|  | Việt Nam             |          |                            | 4 |                            |                            |
|  | Malaysia             | 3        |                            |   |                            |                            |
|  | Malaysia             | 3        | Trận tranh huy chương đồng |   |                            |                            |
|  |                      |          |                            |   |                            |                            |
|  | 12 tháng 12 – Hà Nội |          |                            |   |                            |                            |
|  |                      |          |                            |   |                            |                            |
|  | Malaysia (p)         | 1 (4)    |                            |   |                            |                            |
|  | Malaysia (p)         | 1 (4)    |                            |   |                            |                            |
|  | Myanmar              | 1 (2)    |                            |   |                            |                            |

### Các trận đấu

#### Bán kết
| Thái Lan          | 2–0      | Myanmar |
| ----------------- | -------- | ------- |
| Sarayoot 31', 68' | Chi tiết |         |

| Việt Nam                                                            | 4–3                     | Malaysia                                |
| ------------------------------------------------------------------- | ----------------------- | --------------------------------------- |
| Lê Quốc Vượng 26' · Phạm Văn Quyến 50', 79' · Phan Thanh Bình 90+1' | Chi tiết Chi tiết (VNE) | Syamsuri 73' · Zainizam 85' · Putra 87' |

#### Tranh huy chương đồng
| Malaysia                       | 1–1 (s.h.p.)            | Myanmar                                                 |
| ------------------------------ | ----------------------- | ------------------------------------------------------- |
| Rizal 50'                      | Chi tiết Chi tiết (VNE) | Khin Maung Tun 8'                                       |
| Loạt sút luân lưu              |                         |                                                         |
| Derma · Harris · Putra · Rizal | 4–2                     | Soe Myat Min · Yan Piang · Zaw Lynn Tun · Aung Kyaw Moe |

#### Tranh huy chương vàng
| Thái Lan                     | 2–1 (s.h.p.) | Việt Nam             |
| ---------------------------- | ------------ | -------------------- |
| Sarayuth 32' · Nattaporn 96' | Chi tiết     | Phạm Văn Quyến 90+1' |

### Huy chương vàng
| Bóng đá nam Đại hội Thể thao Đông Nam Á 2003 |
| -------------------------------------------- |
| · Thái Lan · Lần thứ 11                      |

## Thống kê

### Cầu thủ ghi bàn
Đã có 61 bàn thắng ghi được trong 16 trận đấu, trung bình 3.81 bàn thắng mỗi trận đấu.
9 bàn thắng
- Sarayoot Chaikamdee

6 bàn thắng
- Akmal Rizal Ahmad Rakhli
- Soe Myat Min

4 bàn thắng
- Phạm Văn Quyến

3 bàn thắng
- Indra Putra Mahayuddin
- K.Rajan
- Mohd Noh Alam Shah

2 bàn thắng
- Juzaili Samion
- Kyaw Thu Ra
- Masrezwan Masturi
- Rungroj Sawangsri
- Datsakorn Thonglao
- Phan Thanh Bình

1 bàn thắng
- Chea Virath
- Ung Kanyanith
- Bambang Pamungkas
- Syamsuri Mustafa
- Yosri Derma Raju
- Zainizam Marjan
- Aung Kyaw Moe
- Htay Aung
- Khin Maung Tun
- U Tint Naing Tun Thein
- Nataporn Phanrit
- Pichitphong Choeichiu
- Piyawat Thongmaen
- Teerathep Winothai
- Lê Công Vinh
- Lê Quốc Vượng

### Bảng xếp hạng
| VT | Đội          | ST | T | H | B | BT | BB | HS  | Đ  | Kết quả chung cuộc        |
| -- | ------------ | -- | - | - | - | -- | -- | --- | -- | ------------------------- |
| 1  | Thái Lan     | 5  | 4 | 1 | 0 | 17 | 2  | +15 | 13 | Vô địch - Huy chương vàng |
| 2  | Việt Nam (H) | 5  | 3 | 1 | 1 | 8  | 6  | +2  | 10 | Á quân - Huy chương bạc   |
| 3  | Malaysia     | 5  | 3 | 1 | 1 | 17 | 8  | +9  | 10 | Hạng ba - Huy chương đồng |
| 4  | Myanmar      | 5  | 2 | 1 | 2 | 11 | 6  | +5  | 7  | Hạng tư                   |
|    |              |    |   |   |   |    |    |     |    |                           |
| 5  | Singapore    | 3  | 1 | 0 | 2 | 5  | 5  | 0   | 3  | Bị loại ở vòng bảng       |
| 6  | Indonesia    | 3  | 1 | 0 | 2 | 1  | 7  | −6  | 3  | Bị loại ở vòng bảng       |
| 7  | Lào          | 3  | 0 | 0 | 3 | 0  | 8  | −8  | 0  | Bị loại ở vòng bảng       |
| 8  | Campuchia    | 3  | 0 | 0 | 3 | 2  | 19 | −17 | 0  | Bị loại ở vòng bảng       |